# Uzbekistan
Uzbekistan, sau Republica Uzbekistan (uzbecă: O‘zbekiston Respublikasi sau O‘zbekiston Jumhuriyati), este o țară în Asia Centrală, fostă republică sovietică. Se învecinează cu Kazahstanul la vest și la nord, cu Kârgâzstanul și Tadjikistanul la est și cu Afganistanul și Turkmenistanul la sud. Capitala este Tașkent. Limba oficială este uzbeca. Suprafața este de 448.978 km2. Țara are în prezent o populație de peste 37,5 milioane . Republica Uzbekistan este formată din 12 regiune, orașul Tașkent și Republica Karakalpakstan și este o republică autonomă. Uzbekistanul este membru al CSI, al ONU, al Organizația pentru Securitate și Cooperare în Europa și al Shanghai Cooperation Organisation OCS. Uzbeca, vorbită de uzbeci, este limba de stat, vorbită de majoritatea populației, în timp ce rusa sunt limbi minoritare semnificative. Islamul este principala religie, iar majoritatea uzbecilor sunt Islamul sunit.

## Istorie
Arabii au stăpânit actualul teritoriu al Uzbekistanului încă din secolul al VII-lea. În Evul Mediu, Uzbekistanul era unul din bastioanele islamului, fapt vizibil mai ales în Buhara, oraș din sud-estul țării, situat la 150 km vest de Samarkand, oraș faimos încă din secolul al IV-lea î.Hr.. În Buhara s-au păstrat moschei vechi, minarete și medrese (școli islamice de învățământ superior). În ambele orașe domnea o atmosfera liberală; aici trăiau învățați și poeți marcanți, precum Avicenna sau Muhammad Al-Horezmi, unul dintre părinții algebrei.

## Geografie
Există patru mari zone geografice: în vest este Câmpia Turanului, în nord un mare deșert pietros, deșertul Kîzîlkum (nisip roșu),  în sud un alt mare deșert, numit Karakum (nisip negru), iar în est relieful crește progresiv până la granița cu Kârgâzstanul, unde se află Munții Tian Shan. În extremitatea vestică a Uzbekistanului se găsește lacul Aral, cândva a 4-a întindere intracontinentală de apă din lume. Lacul și-a redus volumul la aproape jumătate prin intervenția nechibzuită a omului (cea mai mare parte a apei fluviului Amudaria, care curge în sudul țării și care se varsă în lacul Aral, este folosită pentru irigații). Aceasta zonă a Uzbekistanului se deșertifică rapid.

## Demografie
| 1950 | 6.2  |
| 2000 | 24.8 |
| 2016 | 31.4 |
| 2016 | 33.1 |

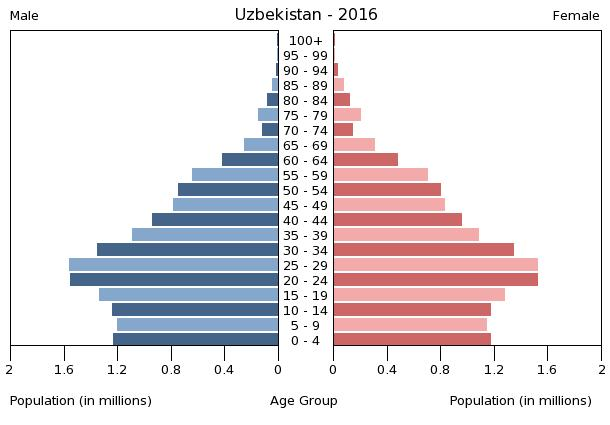
Piramida populației 2016

Începând cu 2024, Uzbekistan are cea mai mare populație din toate țările din Asia Centrală și este a doua ca mărime (dacă se exclude Kazahstanul). 37,543,167 de cetățeni constituie aproape jumătate din totalul populației din regiune. Populația din Uzbekistan este foarte tânără: 34,1% din populație sunt tinerii cu vârstă mai mică de 14 ani (estimările din 2008). Conform surselor oficiale, uzbecii constituie majoritatea (80%) din totalul populației. Alte grupuri etnice includ ruși 2%, tadjici 5%, kazahi 3%, karakalpaci 2,5% și tătari 1,5% (estimări din 1996).
Ca și în alte țări din Asia Centrală, populația Republicii Uzbekistan este relativ „tânără”, majoritatea fiind în vârstă de muncă. 42% din populația totală sunt tineri în vârstă de pre-muncă, 51% sunt în vârstă de muncă, 7% sunt peste vârsta de muncă.
Compoziția etnică a populației Uzbekistanului în 2021:
- Uzbeci 29,2 milioane de persoane, sau 84,4% din populație.
- Tadjici 1,7 milioane de persoane.
- Kazahi 821,2 mii de persoane.
- Karakalpaki 752,7 mii de persoane.
- Ruși 720,3 mii de persoane.
- Kârgâzi 291,6 mii de persoane.
- Turkmeni 206,2 mii de persoane.
- Tătari 187,3 mii de persoane.
- Coreeni 174,2 mii de persoane.
- Ucraineni 67,9 mii de persoane.
- Azerbaidjanieni 41,2 mii de persoane.
- Belaruși 18,5 mii de persoane.
- Alte naționalități: 426,4 mii de persoane.[12]

Există unele controverse cu privire la procentul populației de Tadjici. În timp ce cifrele oficiale furnizate de stat arată 5%, se vorbește despre o subestimare și, potrivit unor rapoarte care nu pot fi supuse verificării, unii savanți occidentali vorbesc despre 10% -15%. Din punct de vedere istoric, uzbeci ca popor s-au format prin unificarea mai multor triburi, iar unele surse menționează numărul de 92 de triburi care au alcătuit națiunea uzbecă. Acest număr poate avea un caracter legendar și simbolic, reflectând diversitatea componentelor poporului uzbec. Astăzi, majoritatea uzbecilor sunt amestecați și reprezintă diferite grade de diversitate. Uzbekistan are o populație etnică coreeană care a fost strămutată forțat de către Stalin în această regiune din Orientul Îndepărtat Rus în anii 1937-1938. De asemenea, în Uzbekistan există grupuri mici de armeni, localizați în mare parte în  Tashkent și Samarkand. 88% din populație sunt musulmani (în majoritate suniți, și șiiți 5%), 9% ortodocși din Est și 3% alte credințe. În raportul privind libertatea religioasă internațională al Departamentului de Stat SUA din 2004 se arată că 0,2% din populație sunt budiști (aceștia fiind coreeni etnici). Totodată, evreii din Buhara au trăit în Asia Centrală, mai ales în Uzbekistan, de mii de ani. În 1989, în Uzbekistan locuiau circa 94.900 de evrei (aproximativ 0,5% din populație conform recensământului din 1989), însă la moment, după destrămarea Uniunii Sovietice, majoritatea evreilor din Asia Centrală au părăsit regiunea și au plecat în Statele Unite, Germania, sau Israel. În 2007, în Uzbekistan, au rămas mai puțin de 5.000 de evrei.
Rușii din Uzbekistan reprezentau 5,5% din totalul populației în 1989. În perioada sovietică, rușii și ucrainenii au constituit mai mult de jumătate din populația din Tașkent. În recensământul din 1970, țara număra aproape 1,5 milioane de ruși, 12,5% din populație. După dizolvarea Uniunii Sovietice, a avut loc o emigrare masivă a etnicilor ruși, în mare parte cauzată de motive economice.

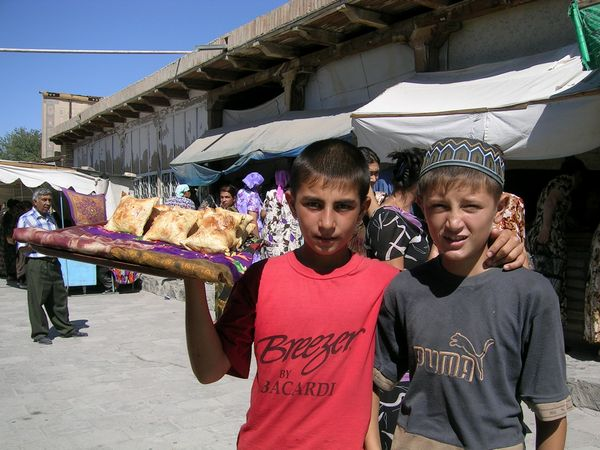
Copil Uzbec

În anii 1940, tătarii din Crimeea, împreună cu germanii de pe Volga, cecenii, grecii pontici, Kumachi și multe alte naționalități au fost deportate în Asia Centrală. Aproximativ 100.000 de tătari din Crimeea continuă să trăiască în Uzbekistan. În orașul Tașkent numărul grecilor a scăzut de la 35.000 în 1974 la aproximativ 12.000 în 2004. Majoritatea turcilor meskhetieni au părăsit țara după pogromurile din valea Fergana din iunie 1989.
Cel puțin 10% din forța de muncă din Uzbekistan lucrează în străinătate (în mare parte  Rusia și Kazahstan) și alte țări.
Uzbekistan are o rată de alfabetizare de 99,3% în rândul adulților mai mari de 15 ani (estimat în 2003), care se datorează sistemului de învățământ gratuit și universal al Uniunii Sovietice.
În Uzbekistan, longevitatea estimată este de 66 de ani la bărbați și de 72 de ani la femei.

### Cele mai mari orașe

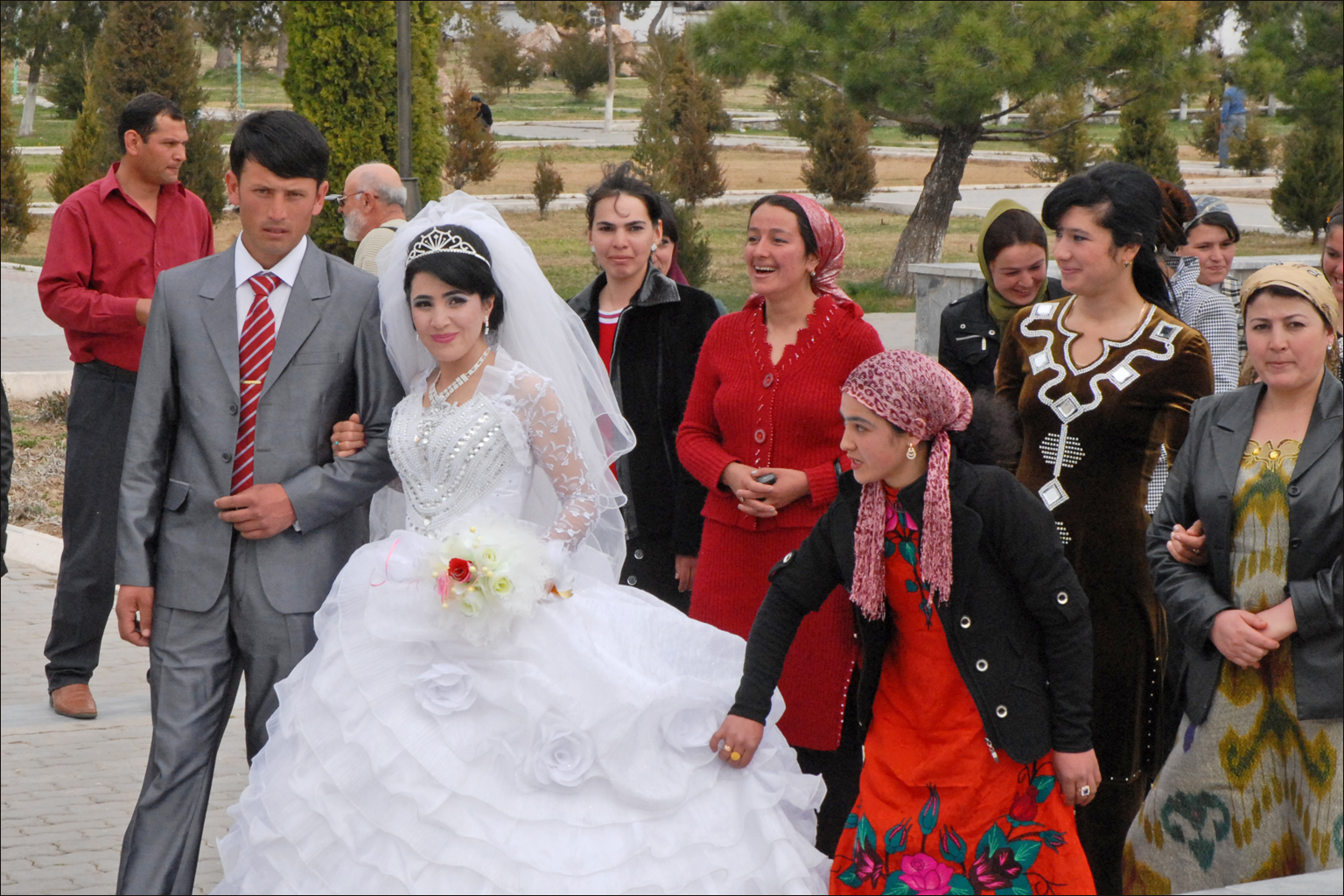
Cuplurile nou căsătorite vizitează statuile lui Timur Lenk pentru a primi binecuvântare la nuntă.

### Religie

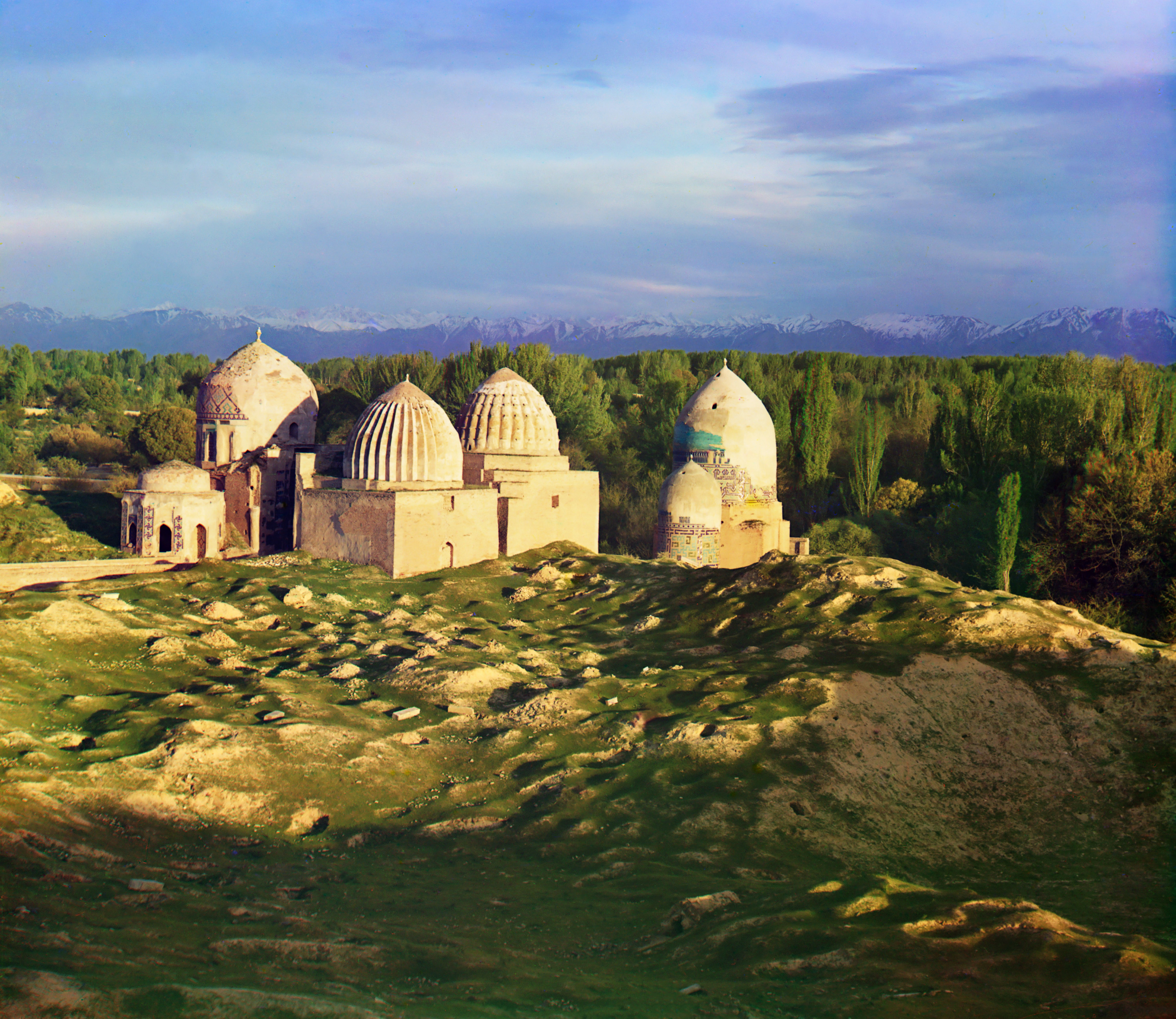
Moscheea Shakh-i Zindeh, Samarkand

Islamul este religia principală în Uzbekistan, deși puterea sovietică (1924–1991) a descurajat și a reprimat expresia credinței religioase în timpul în care Uzbekistanul era republică sovietică. În cadrul unui raport elaborat în 2009 de Centrul de Cercetare Pew a fost prezentat că 93,3% din populația Uzbekistanului sunt musulmani. În 2014, 7% din populație reprezintă creștini ortodocși ruși. Conform estimărilor, circa 93.000 de evrei locuiau în țară la începutul anilor 1990. Totodată, a fost constatat că în Uzbekistan au rămas în jur de 7.400 de zoroastrieni, în mare parte în zonele Tadjice precum Hudjand.

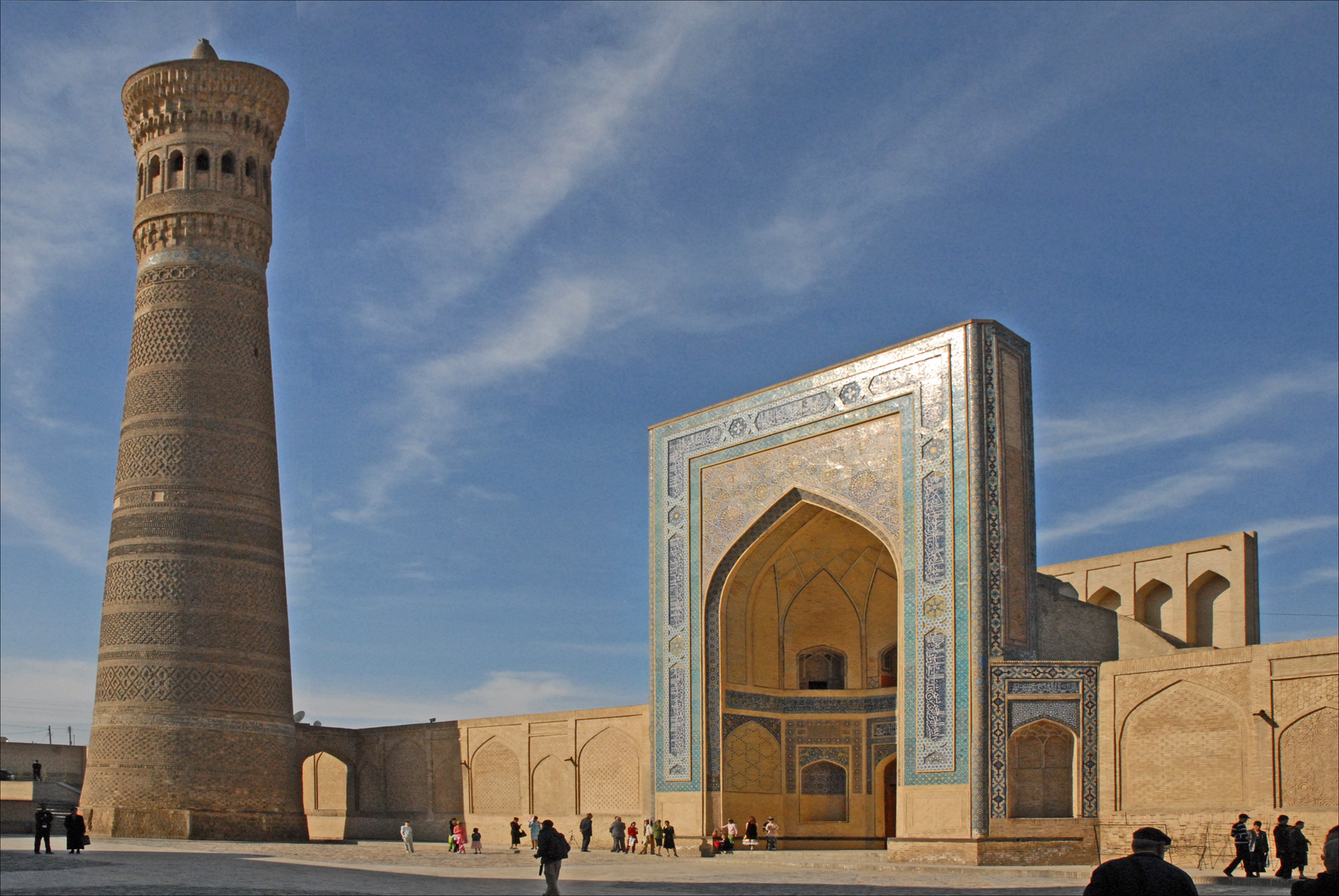
Moscheea din Bukhara

În ciuda predominanței islamului, practica credinței este departe de a fi monolitică. Uzbecii au practicat multe curente ale islamului. Conflictul tradiției islamice cu diverse agende de reformare sau secularizare de-a lungul secolului XX a lăsat o mare varietate de practici islamice în Asia Centrală. 90% sunt musulmani suniți, iar restul populației practică credință străveche sau sunt necredincioși; 1% îl constituie șiiții.
Sfârșitul controlului sovietic în Uzbekistan din 1991 nu s-a soldat cu o creștere imediată a fundamentalismului asociat religiei, așa cum a fost prognozat, ci mai degrabă o cunoaștere treptată a premiselor credinței islamice. Cu toate acestea, începând din 2015, a fost constatată o ușoară creștere a activității islamiste, organizații mici precum Mișcarea Islamică din Uzbekistan au declarat loialitate pentru Statul Islamic și au contribuit prin delegarea luptătorilor în străinătate, deși, în Uzbekistan, nivelul de amenințare teroristă rămâne scăzut.

### Comunitatea evreiască
Comunitatea evreiască din Uzbekistan a înflorit timp de secole, cu greutăți temporare datorată domniei unor conducători. În timpul domniei lui Timur Lenk în secolul al XIV-lea, evreii au sprijinit foarte mult eforturile domnitorului în reconstruirea orașului Samarkand, unde a fost înființat un mare centru evreiesc.

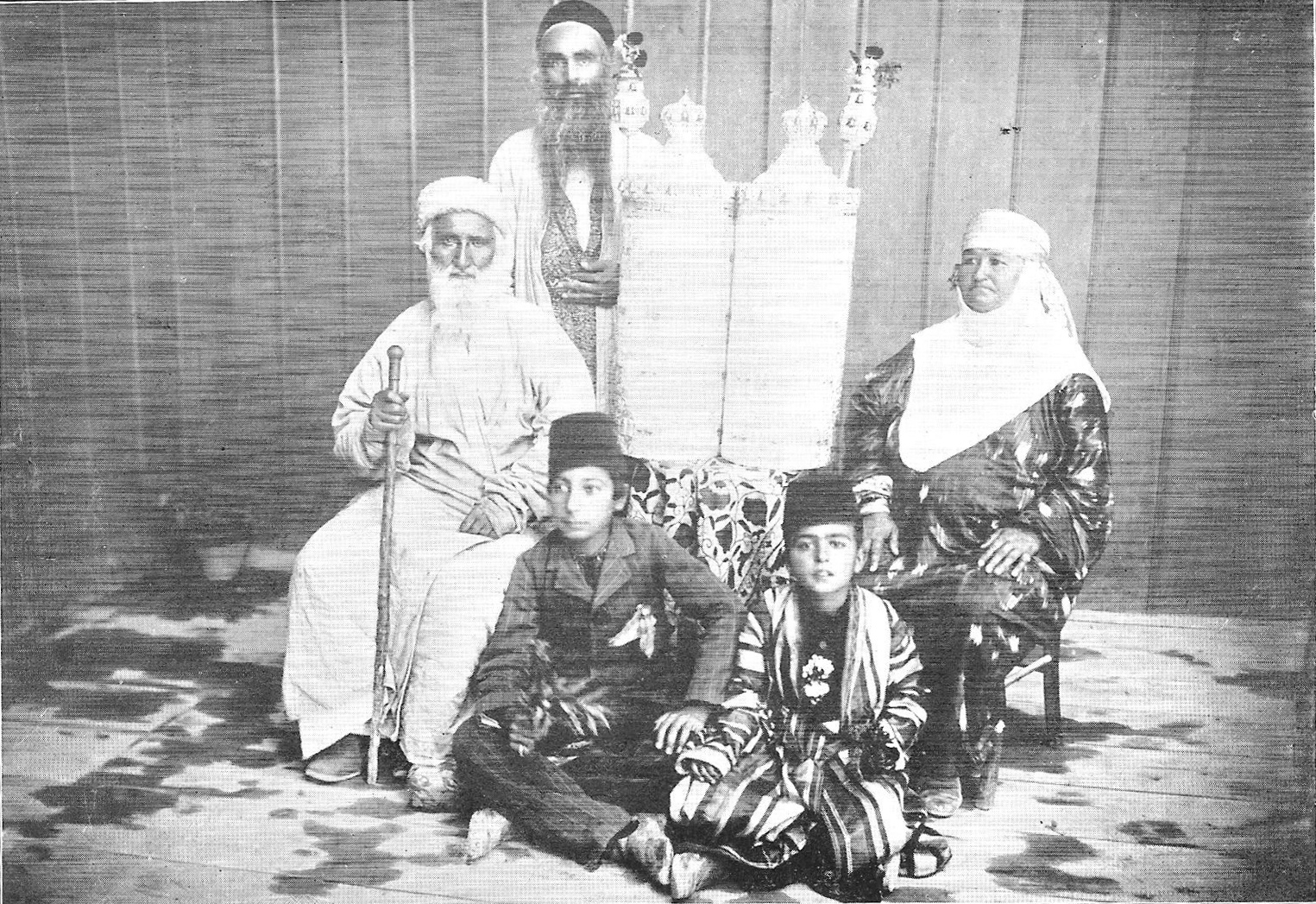
Bukharan Jews, c. 1899

După ce zona a intrat sub dominația rusească în 1868, evreii au primit drepturi egale cu populația musulmană locală. În acea perioadă, aproximativ 50.000 de evrei locuiau în Samarkand și 20.000 în Buhara. După revoluție rusă din 1917 și instituirea regimului sovietic, viața religioasă evreiască (inclusiv toate celelalte religii) a devenit restricționate. Până în 1935, o singură sinagogă din cele 30 a rămas în Samarkand; cu toate acestea, viața subterană a comunității evreiești a continuat în perioada sovietică.
Până în 1970, 103.000 de evrei au fost înregistrați în RSS Uzbecă.
Din 1980, majoritatea evreilor din Uzbekistan au emigrat în Israel sau în Statele Unite ale Americii. În 2013, o mică comunitate evreiască a rămas în țară: aproximativ 7.000 locuiau în Tașkent, 3.000 în Bukhara și 700 în Samarkand.

### Limba

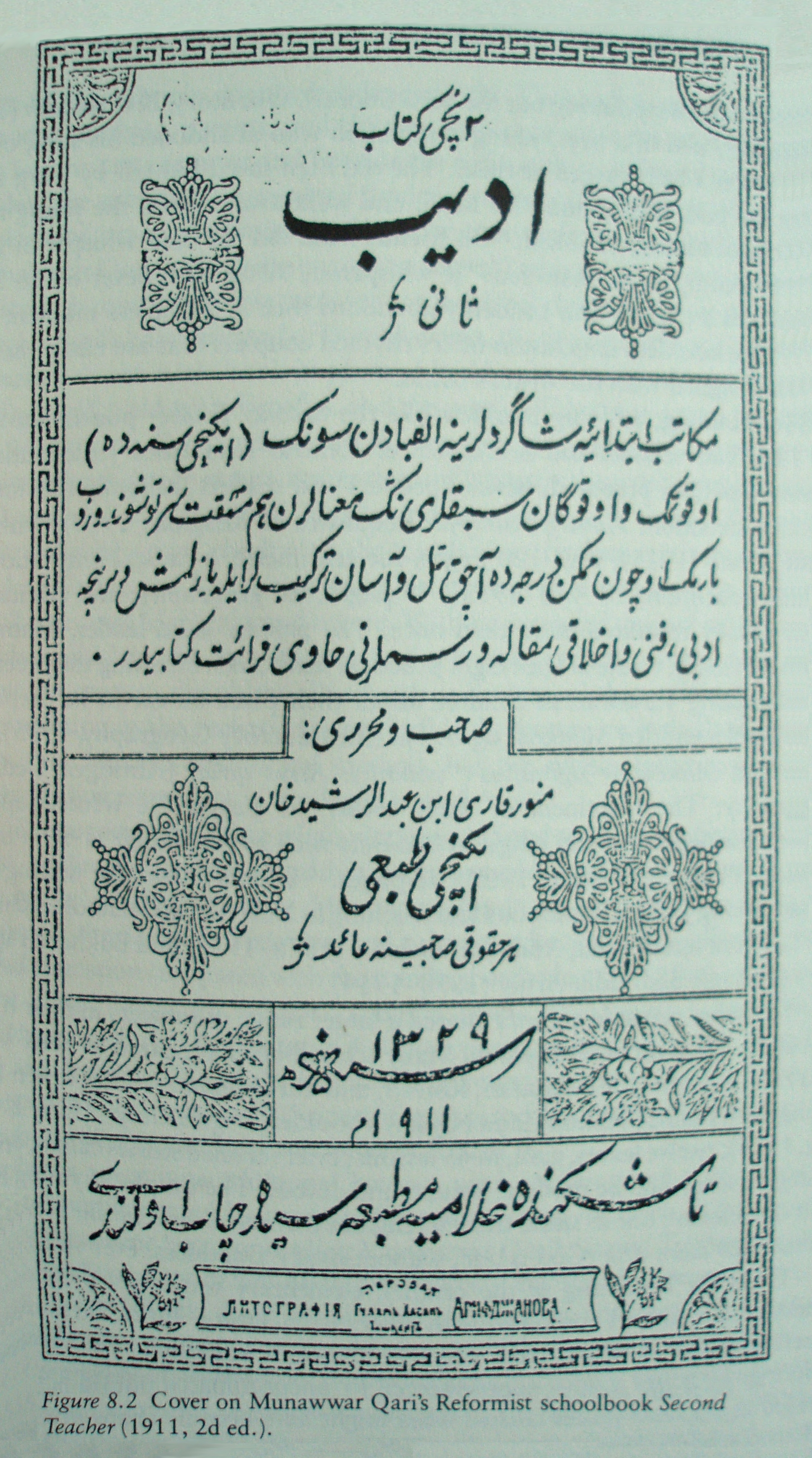
O pagină în limba uzbecă scrisă în scriptul Nastaʿlīq tipărită în Tașkent 1911

Limba uzbecă face parte din grupul de limbi turcești apropiată de limba uigură și ambele aparținând ramurii karluk din familia limbilor turcice. Este singura limbă națională oficială și din 1992, este utilizată scrierea în baza grafiei latine. 
Până în anii 1920, limba uzbecă scrisă se numea Turki (cunoscută de savanții occidentali ca Ciagatai) și folosea grafia Nastaʿlīq. În 1926, alfabetul latin a fost introdus și a trecut prin mai multe revizii de-a lungul anilor 1930. În cele din urmă, în 1940, alfabetul chirilic a fost introdus de autoritățile sovietice și a fost folosit până la destrămarea Uniunii Sovietice. În 1993, Uzbekistanul a revenit la scrierea latină (alfabetul uzbec), care a fost modificat în 1996 și este predat în școli începând cu anul 2000. Unitățile de învățământ predau doar grafia latină. În același timp, grafia chirilică este cunoscută în rândul persoanelor mai în vârstă. Chiar dacă la moment, grafia chirilică a fost eliminată din documentația oficială uzbecă, aceasta este încă folosită de un șir de ziare și site-uri populare web, în timp ce câteva canale TV dublează grafia latină cu cea chirilică.
Karakalpak este o limbă turcă, care este mai aproape de cea kazahă și vorbită de jumătate de milion din populație. În această limbă se vorbește în primul rând în Republica Karakalpakstan, unde își are un statut oficial.  
Deși limba rusă nu este limba oficială a aceste țări, ea este utilizată pe scară largă în multe domenii. Informațiile digitale de la guvern sunt bilingve. Rusa este o limbă importantă pentru comunicarea interetnică, în special în orașe, incluzând o utilizare socială, tehnică, științifică, guvernamentală și de afaceri de zi cu zi. Țara găzduiește, de asemenea, aproximativ un milion de vorbitori nativi de rusă.
Limba tadjică (o varietate de persană) este răspândită în orașele Buhara și Samarkand, ce se datorează în mare parte populației relativ mari de etnici tadjici. Limba tadjika de asemenea, este vorbită în regiunile Kosonsoy, Hust, Rishtan și So’x din Fergana, precum și în Burchmulla, Ahangaran, Bogustan, în mijlocul regiunii Sîrdaria, iar în final în Șahrisabz, Karși, Kitab și văile râurilor Kafiringan și Chaganian, fiind în total, aproximativ 10-15% din populația Uzbekistanului.
Peste 800.000 de oameni vorbesc și limba kazahă.
În Uzbekistan, nu  există cerințe pentru cunoașterea limbii pentru obținerea cetățeniei.

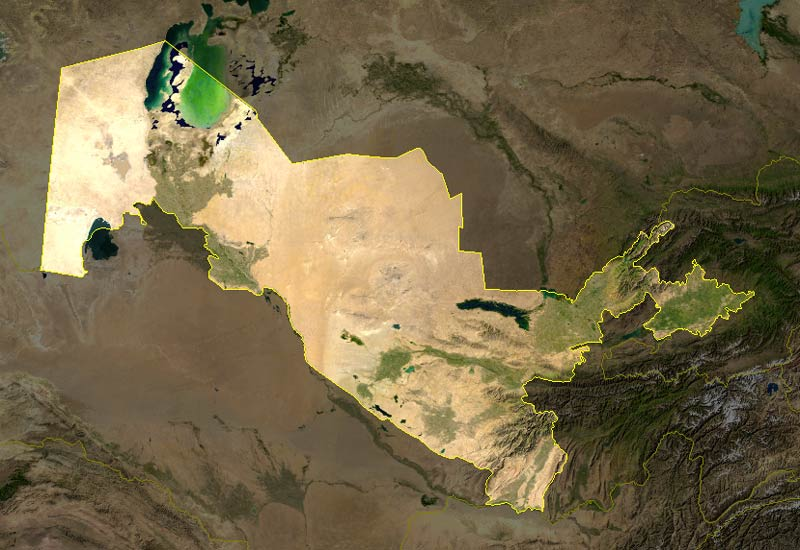
Uzbekistan (vedere din satelit)

## Împărțirea administrativă

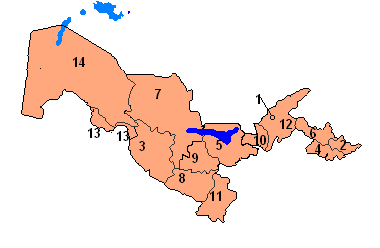
Provinciile Uzbekistanului

Uzbekistanul este împărțit în 12 provincii (viloyatlar, singular viloyat) și Republica Autonomă Karakalpakă (Qoraqalpogʻiston). Denumirile sunt mai jos în limbile uzbecă și karakalpakă, deși există multe variații ale transliterațiilor fiecărui nume.
| Diviziune | Capitala            | Zonă (km²) | Populație (2017) | Cheie |
| --- | ------------------- | ---------- | ---------------- | ----- |
| Regiunea Andijan Uzbecă: Андижон вилояти/Andijon Viloyati | Andijan Andijon     | 4,303      | 2,965,500        | 2     |
| Regiunea Buhara Uzbecă: Бухоро вилояти/Buxoro Viloyati | Buhara Buxoro       | 41,937     | 1,843,500        | 3     |
| Regiunea Fergana Uzbecă: Фарғона вилояти/Fargʻona Viloyati | Fergana Fargʻona    | 7,005      | 3,564,800        | 4     |
| Regiunea Jizak Uzbecă: Жиззах вилояти/Jizzax Viloyati | Jizak Jizzax        | 21,179     | 1,301,000        | 5     |
| Republica Karakalpakstan Karakalpakă: Қарақалпақстан Республикасы/Qaraqalpaqstan Respublikasiʻ Uzbecă: Қорақалпоғистон Республикаси/Qoraqalpogʻiston Respublikasi | Nukus No‘kis Nukus  | 161,358    | 1,817,500        | 14    |
| Regiunea Kașkadaria Uzbecă: Қашқадарё вилояти/Qashqadaryo Viloyati                                                                                                | Karși Qarshi        | 28,568     | 3,088,800        | 8     |
| Regiunea Horezm Uzbecă: Хоразм вилояти/Xorazm Viloyati | Urghenci Urganch    | 6,464      | 1,776,700        | 13    |
| Regiunea Namangan Uzbecă: Наманган вилояти/Namangan Viloyati | Namangan            | 7,181      | 2,652,400        | 6     |
| Regiunea Navoi Uzbecă: Навоий вилояти/Navoiy Viloyati | Navoi Navoiy        | 109,375    | 942,800          | 7     |
| Regiunea Samarkand Uzbecă: Самарқанд вилояти/Samarqand Viloyati                                                                                                   | Samarkand Samarqand | 16,773     | 3,651,700        | 9     |
| Regiunea Surhandaria Uzbecă: Сурхондарё вилояти/Surxondaryo Viloyati                                                                                              | Termez Termiz       | 20,099     | 2,462,300        | 11    |
| Regiunea Sârdaria Uzbecă: Сирдарё вилояти/Sirdaryo Viloyati | Gulistan Guliston   | 4,276      | 803,100          | 10    |
| Tașkent Uzbecă: Тошкент/Toshkent Shahri | Tashkent Toshkent   | 327        | 2,424,100        | 1     |
| Regiunea Tașkent Uzbecă: Тошкент вилояти/Toshkent Viloyati | Tashkent Toshkent   | 15,258     | 2,829,300        | 12    |

## Orașe
Capitala Uzbekistanului este Tashkent (2.339.600 loc.). Alte orașe importante sunt: Namangan (1.565.200 loc.), Andijan (1.448.300 loc.), Samarkand (1.309.300 loc.), Fergana (1.419.400 loc.), Nukus (842.991 loc.), care este capitala Republicii Autonome Karakalpakă, Bukhara (605.700 loc.).

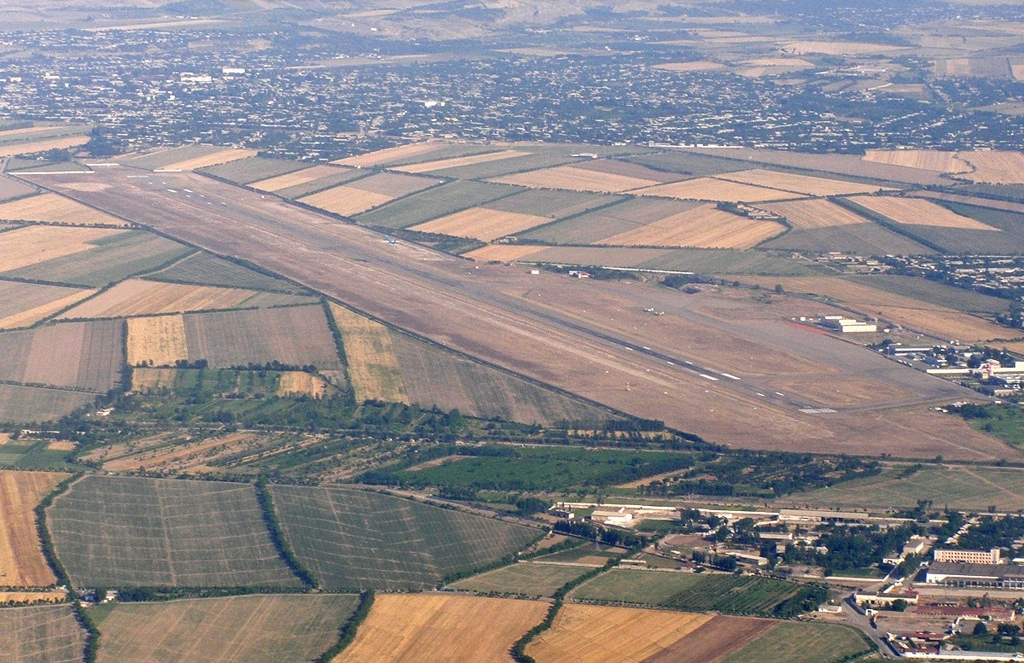
Aeroportul Namangan
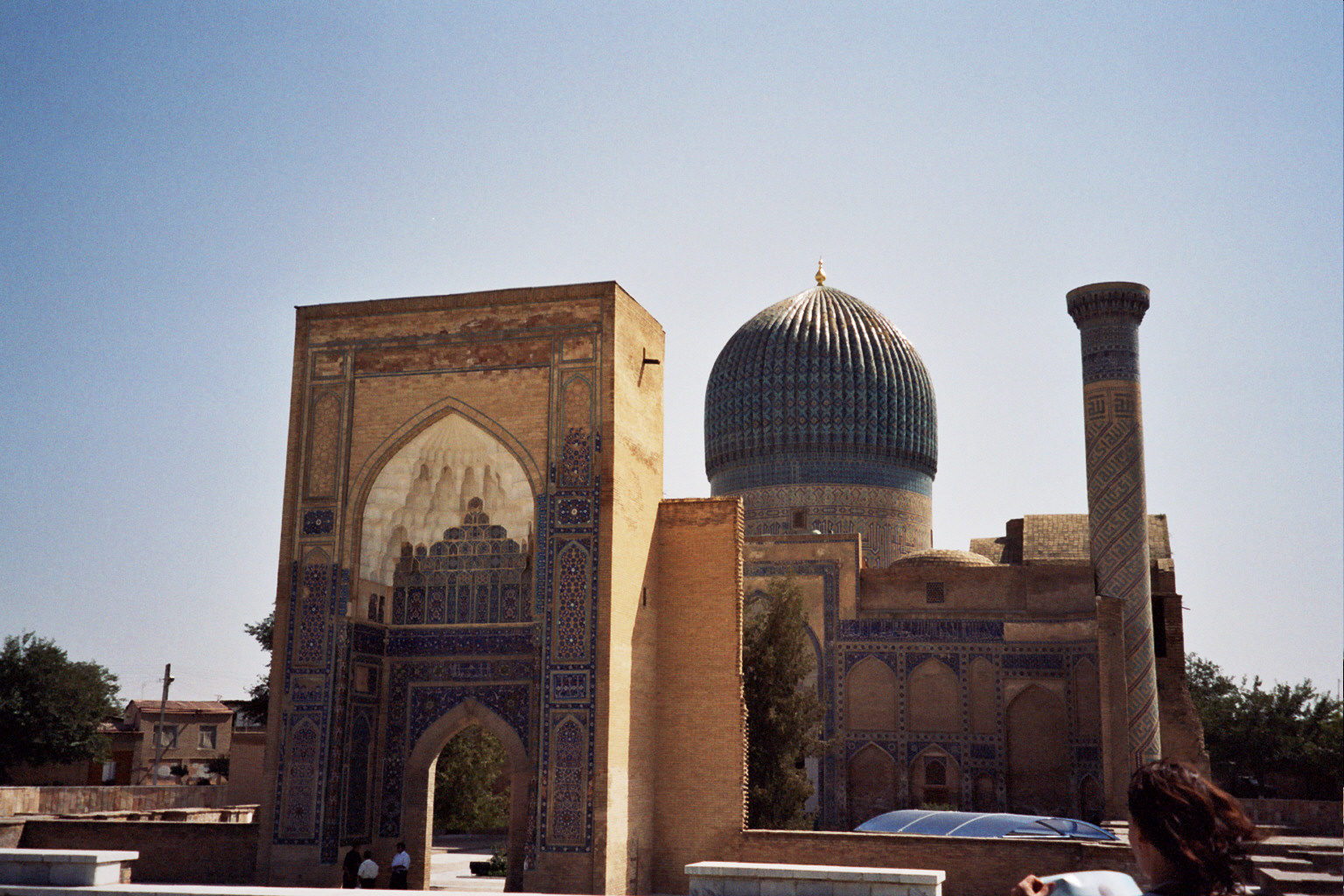
Samarkand (Mausoleul Gur Emir)
Nukus (Hotelul Tashkent)
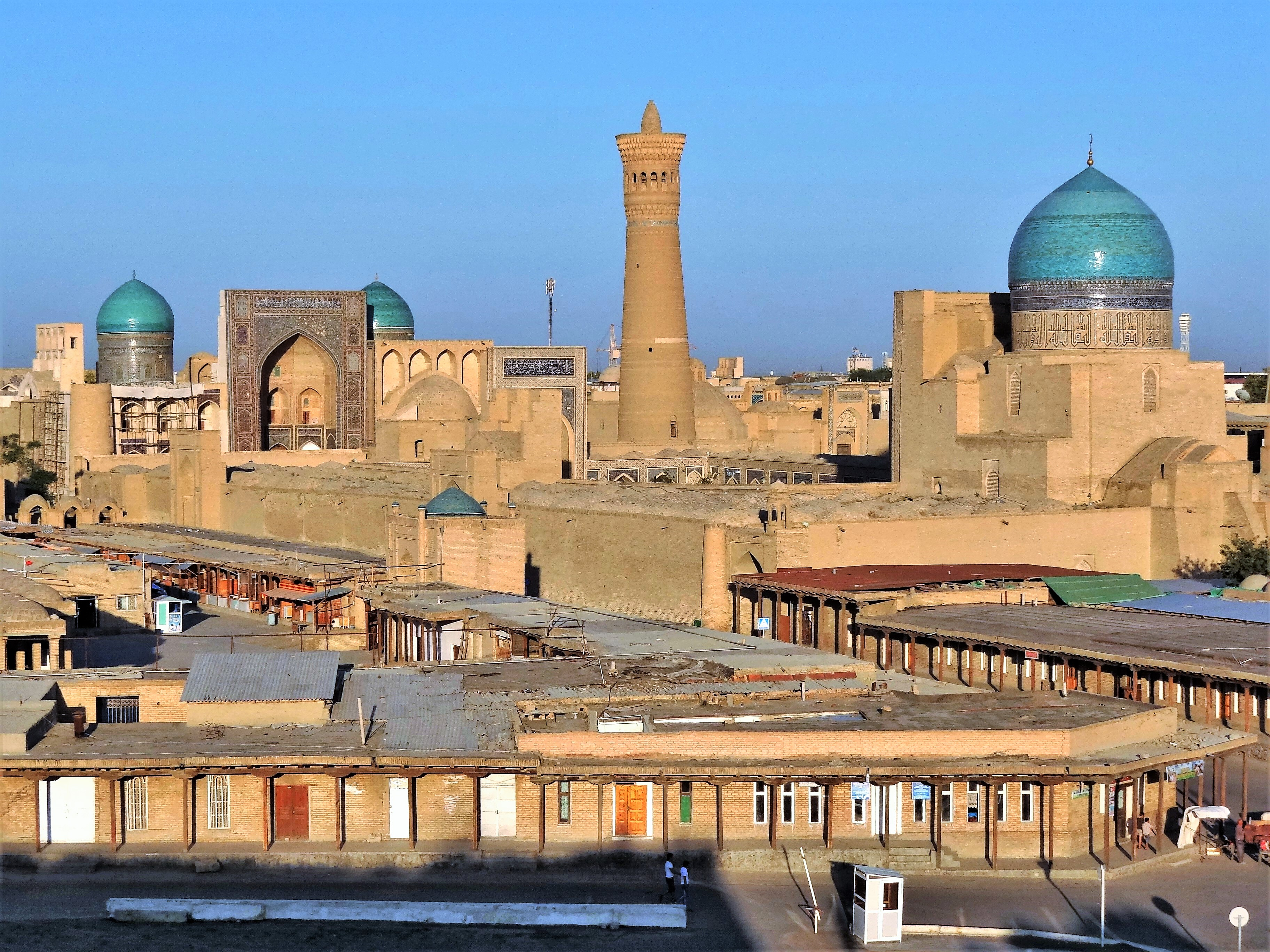
Bukhara

## Transport

### Aviație Civilă
După declararea independenței Republicii Uzbekistan, în conformitate cu Decretul Președintelui Republicii Uzbekistan din 28 ianuarie 1992, a fost creată Compania Aeriană Națională Uzbekistan Airways pe baza Departamentului de Aviație Civilă din Uzbekistan, care se afla sub jurisdicția fostului Minister al Aviația civilă al Uniunii. Transportul aerian este unul dintre sectoarele principale ale economiei Uzbekistanului, deservește dezvoltarea legăturilor internaționale, economice, diplomatice și culturale ale țării cu lumea exterioară. În Tașkent, Nukus, Samarkand, Bukhara, Urghenci, Termez, Karși, Namangan, Fergana, Navoi există aeroporturi dotate cu echipamente moderne. Aeroportul Internațional Tașkent este cel mai mare aeroport internațional din regiunea Asia Centrală. Compania aeriană națională Uzbekistan Airways efectuează în mod regulat 20 de zboruri internaționale. 44 de reprezentanțe au fost deschise în orașele din Europa, America, Asia de Sud-Est și țările CSI.. De-a lungul anilor de independență, Guvernul Republicii Uzbekistan a alocat 1 miliard 200 de milioane dolari către industria aviației. Au fost făcute investiții în valoare de dolari americani și a fost construită o infrastructură modernă dezvoltată. Toate zborurile internaționale sunt efectuate cu aeronave Boeing 767 Boeing 757, Airbus A310, U-85. Compania aeriană națională Uzbekistan Airways cooperează cu mari companii europene Airbus Industry, companii americane Boeing, biroul de proiectare rus Ilyushin, firme germane și franceze din diverse domenii.

## Economie
Uzbekistanul este unul dintre cei mai mari producători de bumbac din lume și al 2-lea exportator mondial. Cu mare pondere în agricultura țării, care antrenează 50% din populație, sunt pomicultura și legumicultura. Pentru agricultură au fost construite 150000 km de canale de irigație.

## Resurse naturale
Aur, uraniu, cărbune și, recent descoperite, zăcăminte uriașe de petrol și gaze naturale încă puțin folosite.

## Cultură
Tradițiile și valorile naționale uzbece – etnice și morale – au avut ca scop încă din cele mai vechi timpuri — protejarea familiei de dezintegrare și degradare, respectul, venerația și autoritatea generațiilor mai în vârstă și ospitalitatea față de străini.
Cultura uzbecilor este strălucitoare și originală, formată de-a lungul a mii de ani și absorbind tradițiile,  obiceiurile popoarelor care au locuit teritoriul Uzbekistanului modern în diferite momente. Perșii antici, grecii,  triburile nomade turcești, arabii și-au adus contribuția la aceasta. Tradițiile Uzbekistanului multinațional se reflectă în muzică, dansuri, pictură, arte aplicate, limbă, bucătărie și îmbrăcăminte. Cultura uzbecă este o chintesență a culturilor din Asia Centrală, dar, în același timp, fiecare regiune a Uzbekistanului are propriile culoare unice, care se manifestă cel mai clar în îmbrăcămintea națională și în dialectele locale.

### Situri din Patrimoniul Mondial UNESCO
Uzbekistanul are cinci situri culturale și două situri naturale pe lista Patrimoniului Mondial UNESCO. Siturile culturale sunt:
- Itchan Kala (Khiva), adăugat în 1990
- Centrul istoric al Buhara, adăugat în 1993
- Centrul istoric al Șahrisyabz, adăugat în 2000
- Samarkand – La răscrucea culturilor, adăugat în 2001
- Drumul mătăsii Coridorul Zarafshan-Karakum, adăugat în 2023

Siturile naturale sunt:
- Tien-Shan de Vest, adăugat în 2016
- Deșerturile de iarnă rece din Turan, adăugate în 2023[65]

## Educație
Uzbekistanul are o rată ridicată de alfabetizare 99,9% dintre adulții cu vârsta peste 15 ani știu să citească și să scrie. Cu toate acestea, întrucât doar 76% din populația sub 15 ani este în prezent în sistemul de învățământ (și doar 20% dintre copiii cu vârsta cuprinsă între 3 și 6 ani frecventează grădinița), această cifră ar putea scădea în viitor. Elevii merg la școală de luni până sâmbătă în timpul anului școlar, iar educația formală se încheie la sfârșitul clasei a XI-a. Potrivit Agenției de Statistică din Uzbekistan, numărul instituțiilor de învățământ general din Uzbekistan la începutul anului școlar 2022/2023 era de 10.522. La începutul anului școlar 2022/2023, ponderea băieților în numărul de elevi din instituțiile de învățământ secundar general era de 51,3%, în timp ce ponderea fetelor era de 48,7%.
Cheltuielile publice pentru educație în Uzbekistan în 2019 s-au ridicat la 5,6% din PIB și la 6,2% din PIB în 2021. În 2019, din totalul cheltuielilor pentru educație, guvernul a cheltuit cea mai mare parte pentru învățământul secundar (aproximativ 65%), învățământul preșcolar (21%), învățământul superior (10%) și învățământul secundar special (4%). În 2023, UNICEF a sprijinit Guvernul Uzbekistanului în elaborarea unei Foi de parcurs pentru reforma educației, care își propune să reunească eforturile guvernului, ale partenerilor de dezvoltare, ale profesorilor, părinților, elevilor și comunităților școlare pentru a atinge obiectivele strategice conturate ale unei educații transformatoare și de calitate .

## Sărbători și zile nelucrătoare
| Data                                   | Denumire în limba română | Denumire locală           | Precizări                                |
| -------------------------------------- | ------------------------ | ------------------------- | ---------------------------------------- |
| 1 septembrie                           | Ziua Independenței       | Mustaqillik Kuni          | din 1991                                 |
| 1 ianuarie                             | Anul Nou                 | Yangi Yil Kuni            |                                          |
| 8 martie                               | Ziua Femeii              | Xalqaro Xotin-qizlar Kuni |                                          |
| 21 martie                              | Ziua Primăverii          | Navro'z                   | (nereligioasă)                           |
| 9 mai                                  | Ziua Comemorării         | Hotira kuni               | Ziua Victoriei asupra Nazismului în 1945 |
| potrivit calendarului musulman (Hijra) | Sfârșitul Ramadanului    | Ramazon Hayiti            |                                          |
| 1 octombrie                            | Ziua Institutorului      | O'qutuvchilar Kuni        |                                          |
| 8 decembrie                            | Ziua Constituției        | Konstitutsiya Kuni        | din 1992                                 |
| potrivit calendarului musulman (Hijra) | Ziua Sacrificiului       | Qurbon Hayit              |                                          |